# Alcimus tristrigatus
Alcimus tristrigatus là một loài ruồi trong họ Asilidae. Alcimus tristrigatus được Loew miêu tả năm 1858. Loài này phân bố ở vùng nhiệt đới châu Phi.